# Monaczyniwka
Monaczyniwka (ukr. Моначинівка) – wieś na Ukrainie, w obwodzie charkowskim, w rejonie kupiańskim, w hromadzie Kindrasziwka. W 2001 liczyła 749 mieszkańców, spośród których 706 wskazało jako ojczysty język ukraiński, 41 rosyjski, a 2 inny.